# Precorrina-6Y C5,15-metiltransferasi (decarbossilante)
La precorrina-6Y C5,15-metiltransferasi (decarbossilante) è un enzima appartenente alla classe delle transferasi, che catalizza la seguente reazione:
2 S-adenosil-L-metionina + precorrina-6Y ⇄ 2 S-adenosil-L-omocisteina + precorrina-8X + CO2
L'enzima di Pseudomonas denitrificans possiede le attività metiltranferasica S-adenosil-L-metionina-dipendente e decarbossilasica.